# TV 4 Komedi
TV4 Komedi er en svensk tv-kanal, der drives af TV4 AB. 
Tv-kanalen satser på komedier, sitcoms og talkshows. På programmet er bl.a. klassiske sitsoms som Alf, Family Matters, Sams Bar, Hope & Faith, Will & Grace, The Golden Girls og The Late Show with David Letterman.